# Anthura
Anthura ist eine Ortschaft im Departamento Potosí im Hochland des südamerikanischen Anden-Staates Bolivien.

## Lage im Nahraum
Anthura ist zentraler Ort des Kanton Anthura im Municipio Tinguipaya in der Provinz Tomás Frías. Die Ortschaft liegt auf einer Höhe von 3671 m wenige Kilometer westlich des Río Tinguipaya, der in seinem weiteren Verlauf zum Río Pilcomayo fließt, einem Nebenfluss von Río Paraguay und Río Paraná.

## Geographie
Anthura liegt am Ostrand des bolivianischen Altiplano vor der Anden-Gebirgskette der Cordillera Central. Das Klima ist das typische Tageszeitenklima der Kalttropen, bei dem die mittleren Schwankungen der Temperaturen im Tagesverlauf deutlicher ausfallen als im Ablauf der Jahreszeiten.
Die Jahresdurchschnittstemperatur der Region liegt bei etwa 7 °C (siehe Klimadiagramm Tinguipaya), die Monatsdurchschnittswerte schwanken nur unwesentlich zwischen knapp 4 °C im Juni/Juli und knapp 9 °C von November bis Januar. Der Jahresniederschlag beträgt etwa 370 mm, die Monatsniederschläge liegen zwischen unter 15 mm in den Monaten April bis September und im Maximum bei etwa 80 mm im Januar und Februar.

## Verkehrsnetz
Anthura liegt in einer Entfernung von 109 Straßenkilometern nordwestlich von Potosí, der Hauptstadt des gleichnamigen Departamentos.
Von Potosí aus führt die Nationalstraße Ruta 1 in nördlicher Richtung über Tinguipaya über Challa Mayu und weiter nach Poopó, Oruro und El Alto, der Nachbarstadt von La Paz, und nach Desaguadero am Titicacasee.
In Challa Mayu zweigt eine Landstraße in nordöstlicher Richtung von der Ruta 1 ab, die nach zwanzig Kilometern die Ortschaft Anthura erreicht.

## Bevölkerung
Die Einwohnerzahl der Ortschaft ist im vergangenen Jahrzehnt deutlich angestiegen, vor allem durch Eingemeindungen kleinerer Ortschaften:
| Jahr | Einwohner         | Quelle       |
| ---- | ----------------- | ------------ |
| 1992 | keine Detaildaten | Volkszählung |
| 2001 | 193               | Volkszählung |
| 2012 | 1164              | Volkszählung |
| 2024 |                   | Volkszählung |

Die Region weist einen deutlichen Anteil an Quechua-Bevölkerung auf, im Municipio Tinguipaya sprechen 99,3 Prozent der Bevölkerung Quechua.